# Michael Fox
 Ikke at forveksle med Michael J. Fox.
Michael Fox (27. februar 1921 – 1. juni 1996) var en amerikansk skuespiller, som medvirkede i tallige film og tv-serier. Nogle af hans mest kendte tilbagevendende roller var som forskellige retsmedicinere i 25 afsnit af Perry Mason, som Coroner George McLeod i 26 afsnit af Burke's Law, som Amos Fedders i 16 afsnit af Falcon Crest og som Saul Feinberg i 12 afsnit af Glamour. Han er også kendt for at være grunden til, at Michael J. Fox registrerede sit navn med bogstavet "J", som mellemnavn, da han blev tilføjet til Screen Actors Guild (for ikke også at hedde "Michael Fox").

## Karriere
Michael Fox startede sin skuespillerkarriere i det sydlige California omkring 1945. Gennem hans optrædener på scenen, mødte Fox Harry Sauber, som introducerede ham for Sam Katzman.
To af hans faste tv-roller var, som retsmediciner i retsdramaerne Perry Mason, og som Saul Feinberg i CBS' sæbeopera Glamour fra 1989-1996.
Blandt hans tidligere arbejde på tv, var det næstsidste afsnit af Adventures of Superman, som leder af en kriminel bande, som prøvede at efterligne massemorderen Perils of Paulines stil af mordforsøg mod seriens forskellige hovedroller. Han medvirkede også i flere afsnit af tv-serien Science Fiction Theatre fra 1955-1957.

## Privatliv og død
Fox var gift med Hannah, en skuespillerinde han mødte under opførslen af teaterstykket The Dybbuk, i et teaterområde i Los Angeles, der blev ledet af Lou Smuckler, svigerfar til Lee J. Cobb. Han lånte en bil af Dorothy Gish, og kørte derefter Hannah til et rådhus og blev gift med hende i pausen mellem eftermiddagsforestillingen og aftensforestillingen af The Story of Mary Surratt.
Fox døde af lungebetændelse den 1. juni, 1996, i Woodland Hills, Los Angeles, California.

## Roller

### Tilbagevendende roller i tv-serier

#### Perry Mason(25 afsnit)
Som Dr. Hoxie, fuldmægtig retsmediciner (1957-1963)
| The Case of the Runaway Corpse The Case of the Prodigal Parent The Case of the Bedeviled Doctor The Case of the Lame Canary | The Case of the Artful Dodger The Case of the Loquacious Liar The Case of the Duplicate Daughter The Case of the Deadly Verdict |

Som obduktionskirurg eller fuldmægtig læge (1959-1963)
| The Case of the Caretaker's Cat The Case of the Spurious Sister The Case of the Prudent Prosecutor The Case of the Singing Skirt The Case of the Nimble Nephew The Case of the Singular Double The Case of the Fickle Fortune | The Case of the Wintry Wife The Case of the Promoter's Pillbox The Case of the Bogus Books The Case of the Stand-In Sister The Case of the Golden Oranges The Case of the Witless Witness |

Andre roller
The Case of the Libelous Locket  (1963) Læge
The Case of the Festive Felon (1963) Kirurg
The Case of the Impetuous Imp (1963) Dr. Lund
The Case of the Bogus Buccaneers (1966) Abe Heyman

#### Burke's Law
Burke's Law (26 afsnit)
Som politibetjent (1965)
Who Killed Rosie Sunset?
Who Killed the Fat Cat?
Who Killed Mr. Colby in Ladies' Lingerie?
Som retsmediciner George McLeod 1963-1965
| Who Killed Holly Howard? Who Killed Julian Buck? Who Killed Alex Debbs? Who Killed Wade Walker? Who Killed Purity Mather? Who Killed Beau Sparrow? Who Killed What's His Name? Who Killed April? Who Killed Carrie Cornell? Who Killed Marty Kelso? Who Killed Andy Zygmunt? Who Killed Molly? | Who Killed the Eleventh Best Dressed Woman in the World? Who Killed 1/2 of Glory Lee? Who Killed the Surf Broad? Who Killed Everybody? Who Killed Merlin the Great? Who Killed the Strangler? Who Killed the Man on the White Horse? Who Killed Cop Robin? Who Killed the Jackpot? Who Killed the Grand Piano? Who Killed the Card? |

#### Falcon Crest(16 afsnit)
Som schweizisk advokat (1988)
The Key to Angela
Som Amos Fedders (1988-1989)
| Life with Father Solomon's Choice Suspicion There Goes the Bride True Confessions | And Baby Makes Three Dinner at Eight Uneasy Allies The Vigil Missing Links | Resurrection Grand Delusions Ties That Bind The Last Laugh Decline and Fall |

#### Glamour(12 afsnit)
Som Saul Feinberg (1990-1993)
| Episode #1.616 Episode #1.755 Episode #1.817 Episode #1.816 | Episode #1.896 Episode #1.898 Episode #1.1017 Episode #1.1297 | Episode #1.1466 Episode #1.1573 Episode #1.1658 Episode #1.1678 |

#### Andre roller
| I Led Three Lives Som Comrad John Communications (1954) Revolt (1955) Casablanca Som Sasha Who Holds Tomorrow? (1955) Hand of Fate (1955) Trackdown Som skuespiller The Threat (1959) Som Blake Yedor The Gang (1959) Gift Horse (1959) The Clear Horizon (1960-1961) som Sig Levy | General Electric Theater Som konsul My Dark Days: Pt 1 and Pt 2 (1962) Arrest and Trial Som Doc Hastings Some Weeks Are All Mondays (1963) The Revenge of the Worm (1964) He & She Som Matthew Cornell The Background Man (1967) The Old Man & the She (1967) Columbo Som Dr. Benson Étude in Black (1972) The Most Dangerous Match (1973) |

### Ikke-tilbagevendende roller i tv-serier
| - Science Fiction Theatre Beyond (1955) Radarmand The Brain of John Emerson (1955) Dr. Franklin The Frozen Sound (1955) Dr. Gordine The Flicker (1956) Dr. James Kincaid The Missing Waveband (1956) Dr. Maxwell Jupitron (1956) Dr. Norstad Signals from the Moon (1956) Dr. Edwards - The Ford Television Theatre The Payoff (1956) Kommissær Bernard Shuman Catch at Straws (1956) Jed Hartan Front Page Father (1956) Malcolm Slade Miller's Millions (1957) Dommer Patterson - Wanted: Dead or Alive Reunion for a Revenge (1959) Kvækkeren The Hostage (1959) Bartender Tom - Alcoa Theatre 30 Pieces of Silver (1959) Mr. Hammeker The Observer (1960) Fader Holze - The Rifleman Letter of the Law (1959) Abel The Trade (1959) Trager Miss Millie (1960) Jim Oxford The Hangman (1960) Joe Hannah - Richard Diamond, Private Detective Marineland Mystery (1959) Paul Schofield Coat of Arms (1960) The Popskull (1960) - The Twilight Zone Nightmare as a Child (1960) Læge Mr. Dingle, the Strong (1961) Marsmand Sounds and Silences (1964) Psykolog - The Detectives Starring Robert Taylor The Queen of Craven Point (1961) Laboratoriemand The Reason (1961) Andy - The Untouchables The Stryker Brothers (1962) Kommissær Miller Death for Sale (1961) Bradley | - The Dick Powell Show Somebody's Waiting (1961) The Big Day (1962) Phil The Hook (1962) The Legend (1962) Advokat The Old Man and the City (1963) - The Virginian The Brazen Bell (1962) Fangevagt No Drums, No Trumpets (1966) General Howard The Price of Love (1969) Retsmediciner - Gunsmoke Carter Caper (1963) Tjener Wishbone (1966) Jæger fra Buffalo The Raid: Part 1 (1966) Mr. Simms – Hotel Clerk Hard Luck Henry (1967) Jed Walsh - The Big Valley Forty Rifles (1965) De Koven The Iron Box (1966) MacGowan Point and Counterpoint (1969) Jonathan Williams - Honey West A Matter of Wife and Death (1965) Kommissær Kovacs Come to Me, My Litigation Baby (1966) Mr. Strate - Batman Holy Rat Race (1966) Leo Gore Smack in the Middle (1966) Politiassistent Basch Hi Diddle Riddle (1966) Politiassistent Basch - Lost in Space Cave of the Wizards (1967) Alien på computerskærm The Ghost Planet (1966) Kybernetisk leder/Supreme Brain - Ironside A Very Cool Hot Car (1967) Tekniker Beyond a Shadow (1969) Dr. Leonard Marcus Death by the Numbers (1972) Dr. Albert Gold - Hogan's Heroes The Well (1969) Kaptajn Ritter It's Dynamite (1970) Berger Get Fit or Go Fight (1970) Major Kimmel - Quincy, M.E. Jury Duty (1981) Dr. Feld Cover-Up (1980) Kaptajn |

### Enkeltstående optrædener i tv-serier
| - The Mickey Rooney Show – Pilot (1954) Julies far - Hopalong Cassidy – Grubstake (1954) Brock Fain - The Lone Wolf – The Runaway Story (1954) Lt. Joe Neeley - Celebrity Playhouse – The Hoax (1955) - Warner Brothers Presents – Hand of Fate (1955) Sasha - The Man Behind the Badge – The Case of the Red Letter Day (1955) Fremmed - My Little Margie – Corpus Delecti (1955) Roland Roberts - Cavalcade of America – Monument to a Young Man (1956) George Wooley - Tombstone Territory – Desert Survival (1957) Warren - Highway Patrol – Efficiency Secretary (1957) Dusty Dunn - The Thin Man – Come Back Darling Asta (1957) Politikommissær Heldon - Meet McGraw – The Fighter (1957) Sorrento - Undercurrent – Front Page Father (1957) Malcolm Slade - Alfred Hitchcock Presents – Crackpot (1957) Håndværker - Dr. Christian – The Alien (1957) Rausch - The Walter Winchell File – Muggy Night on Times Square: File #39 (1958) Harris - The Adventures of Jim Bowie – The Puma (1958) Kaptajn - Adventures of Superman – The Perils of Superman (1958) Den ledende af maskerede kriminelle - Harbor Command – Four to Die (1958) - Man with a Camera – The Bride (1959) Fader Ehrlich - The David Niven Show – The Last Room (1959) - The Grand Jury – Accident by Appointment (1959) - Shotgun Slade – Charcoal Bullet (1960) Læge Miller - Johnny Ringo – Soft Cargo (1960) Clint Logan - The DuPont Show with June Allyson – Slip of the Tongue (1960) Harvey - Dennis the Menace – Dennis and the Rare Coin (1960) Hathaway - 87th Precinct – Lady Killer (1961) Dr. Ben Danlela - Miami Undercover – The Big Frame (1961) Chandler - Dante – Dial D for Dante (1961) Joe Conway - Empire – Long Past, Long Remembered (1962) Chester Arkins - Target: The Corruptors! – License to Steal (1962) - Follow the Sun – A Choice of Weapons (1962) Ernie Glazer - Breaking Point – And James Was a Very Small Snail (1963) - Wagon Train – The Molly Kincaid Story (1963) Bartenderen Al - I'm Dickens, He's Fenster – Is There a Doctor in the House? (1963) Dr. Levy - The Rogues – Hugger-Mugger, by the Sea (1964) Hogan - My Favorite Martian – Who Am I? (1964) Dr. Gilbert - The Twilight Zone -Examination Day/A Message from Charity (1985) Tom Carter - Kraft Suspense Theatre – Kill No More (1965) Howard Link - Voyage to the Bottom of the Sea – Deadly Invasion (1966) General Haines | - Felony Squad – Prologue to Murder (1966) Dr. Kilmer - Mission: Impossible – Operation Heart (1967) Dr. Levya - Laredo – The Seventh Day (1967) Bartender - The Ghost & Mrs. Muir – The Ghost Hunter (1968) Prof. Maxwell - The Wild Wild West – The Night of the Death-Maker (1968) Gillespie - The Flying Nun – A Fish Story (1968) Ogden - The Bold Ones: The Senator – The Day the Lion Died (1970) Kellerman - The Governor & J.J. – Charley's Back in Town (1970) Abel Mellon - The Partners – New Faces (1971) Dr. Mitchell - The Mod Squad – And a Little Child Shall Bleed Them (1971) Læge - The Doris Day Show – A Fine Romance (1971) Capt. Mallory - The Bold Ones: The New Doctors – An Inalienable Right to Die (1972) Carl Hedge - The Rookies – The Good Die Young (1972) Dr. Parkman - Temperatures Rising – Good Luck, Leftkowitz (1972) General - O'Hara, U.S. Treasury – Operation: Dorias (1972) Dr. Julian - Chase – The Garbage Man (1973) Franco - Emergency! – Inheritance Tax (1973) Politibetjent - Shaft – The Killing (1973) Dommer Graves - Kolchak: The Night Stalker – The Energy Eater (1974) Frank Wesley - Lucas Tanner – Cheers (1974) Dr. Wells - The Rockford Files – Just by Accident (1975) Oplæseren - Gemini Man – Night Train to Dallas (1976) Konduktør - Charlie's Angels – Angels in the Wings (1977) Austin Wells - Fantasy Island – Seance/Treasure (1979) Mr. McCloud - Concrete Cowboys – Episode #1.1 (1981) Dekanen - Buck Rogers in the 25th Century – Time of the Hawk (1981) Højtstående dommer - Voyagers! – The Travels of Marco... and Friends (1982) Isaac Wolfstein - Hunter – Pen Pals (1984) Judge - Dallas – Fools Rush In (1984) - Simon & Simon – The Skull of Nostradamus (1985) Konventionsembedsmand - St. Elsewhere – Tears of a Clown (1985) - Knight Rider – Custom Made Killer (1985) Phil - Comedy Factory – Man About Town (1986) Mand på museum - MacGyver – Every Time She Smiles (1986) Bulgarsk politibetjent - Cagney & Lacey – Right to Remain Silent (1987) Nat Weinreich - TV 101 – The Last Temptation of Checker: Part 1 (1989) Jack Gregory - The Hogan Family – The Franklin Family (1990) Jerry Grundig - Bodies of Evidence – Eleven Grains of Sand (1993) Earl Stern - ER – Blizzard (1994) Mr. Bozinsky - NYPD Blue – Torah! Torah! Torah! (1995) Rabbiner Rosenthal |

### Spillefilm
| - The Pathfinder (1952) Hovedperson - Voodoo Tiger (1952) Karl Werner, aka Heinrich Schultz - Last Train from Bombay (1952) Capt. Tamil - Blackhawk (1952) Mr. Case/Lederen - Without Warning! (1952) Taxachauffør - Killer Ape (1953) Den medicinske politibetjent - Slaves of Babylon (1953) Hovedperson - Sky Commando (1953) Major Scott - Run for the Hills (1953) Phineas Cragg - The Beast from 20,000 Fathoms (1953) Skadestueslæge (også dialoginstruktør) - The Lost Planet (1953) Dr. Ernst Grood - Siren of Bagdad (1953) Telar - Serpent of the Nile (1953) Octavius - The Glass Wall (1953) Politiassistent Toomey - The Magnetic Monster (1953) Dr. Serny (også dialoginstruktør) - The Great Adventures of Captain Kidd (1953) Elias Smith - The Silver Chalice (1954) Slave - Riding with Buffalo Bill (1954) Kong Carney - Naked Alibi (1954) Rund mand - Rogue Cop (1954) Rudy - Down Three Dark Streets (1954) Politiinspektør - Gog (1954) Dr. Hubertus (også dialoginstruktør) - The Iron Glove (1954) Begyndende hovedperson - Charge of the Lancers (1954) Begyndende hovedperson - Riders to the Stars (1954) Terapeuten dr. Klinger - Running Wild (1955) Delmar Graves - My Sister Eileen (1955) Shakespeareansk skuespiller - The Big Knife (1955) Prize Fight-speaker - The Scarlet Coat (1955) Major Russell - The Adventures of Captain Africa (1955) Statsminister - Conquest of Space (1955) Elsbach - Crashout (1955) (dialoginstruktør) - Cha-Cha-Cha Boom! (1956) Frank - Kiss Them for Me (1957) Krigskorrespondent - Plunder Road (1957) Smogpolitibetjent/hovedperson (også assisterende producer) | - The Tijuana Story (1957) Reuben Galindo - The Girl in the Kremlin (1957) Igor Smetka - Top Secret Affair (1957) Reporter Lotzie - Machine-Gun Kelly (1958) Kriminalassistent Clinton - A Nice Little Bank That Should Be Robbed (1958) Kriminalassistent - War of the Satellites (1958) Jason ibn Akad - Let's Make Love (1960) Skuespiller, der er til audition til Clement-rollen - Whatever Happened to Baby Jane? (1962) Motorcykelbetjent på strand - The Interns (1962) Dr. Greenberg - The New Interns (1964) Dr. Arthur Hellman, terapeut - The Misadventures of Merlin Jones (1964) Kohner, løgnedetektorsoperatør - A Tiger Walks (1964) Tv-interviewer - Billie (1965) Ray Case, rapporter - Angel's Flight (1965) Bartenderen Jake - Now You See It, Now You Don't (1968) Politiassistent Delon - The Legend of Lylah Clare (1968) Oplæser - Seven in Darkness (1969) Piloten - Bloody Mama (1970) Dr. Roth - The Dunwich Horror (1970) Dr. Raskin - If Tomorrow Comes (1971) Dommer - The Judge and Jake Wyler(1972) Læge Simon - Two for the Money (1972) Hospital Administrator - The Missiles of October (1974) Sovjetisk betjent - Young Frankenstein (1974) Helgas far - The Longest Yard (1974) Oplæser - Collision Course: Truman vs. MacArthur (1976) Adm. Sherman - Dempsey (1983) Dommer Dooling - The Malibu Bikini Shop (1986) Onkel Dave - Quicksilver (1986) Børsmægler til frokost - Over the Top (1987) Jim Olson - She Was Marked for Murder (1988) - Skinheads (1989) Saul |